# Royal Windsor Wheel
A Royal Windsor Wheel egy nem állandó, szállítható óriáskerék Alexandra Gardensben, Windsorban (Berkshire, Anglia).
Az óriáskerék tetejéről az utasok beláthatják Windsor környékét, a Temzét, az Eton College és a Windsori kastély épületeit.
Az 50 méter magas szerkezet teljes súlya 365 tonna. 40 zárt, légkondicionált gondolája van, amelyek hat fő befogadására képesek, köztük egy VIP gondola. A kerék kb. 12 perces menetekkel működik.
A minden évben néhány hónapig működő óriáskerék rengeteg látogatót vonz. 2009-ben áprilistól októberig több mint 200 000 főt. Mivel azonban szeptember után már jelentősen csökkent az érdeklődők száma, 2010-ben ötödik alkalommal, de már csak négy hónapig, május 1-jétől augusztus 31-ig működtetik.